# Vampyroteuthis infernalis
Vampyroteuthis infernalis Chun, 1903, conosciuto comunemente come calamaro vampiro, è un mollusco cefalopode abissale, unica specie esistente dell'ordine Vampyromorpha G.C. Robson, 1929. Nonostante il nome, non è un calamaro.

## Descrizione

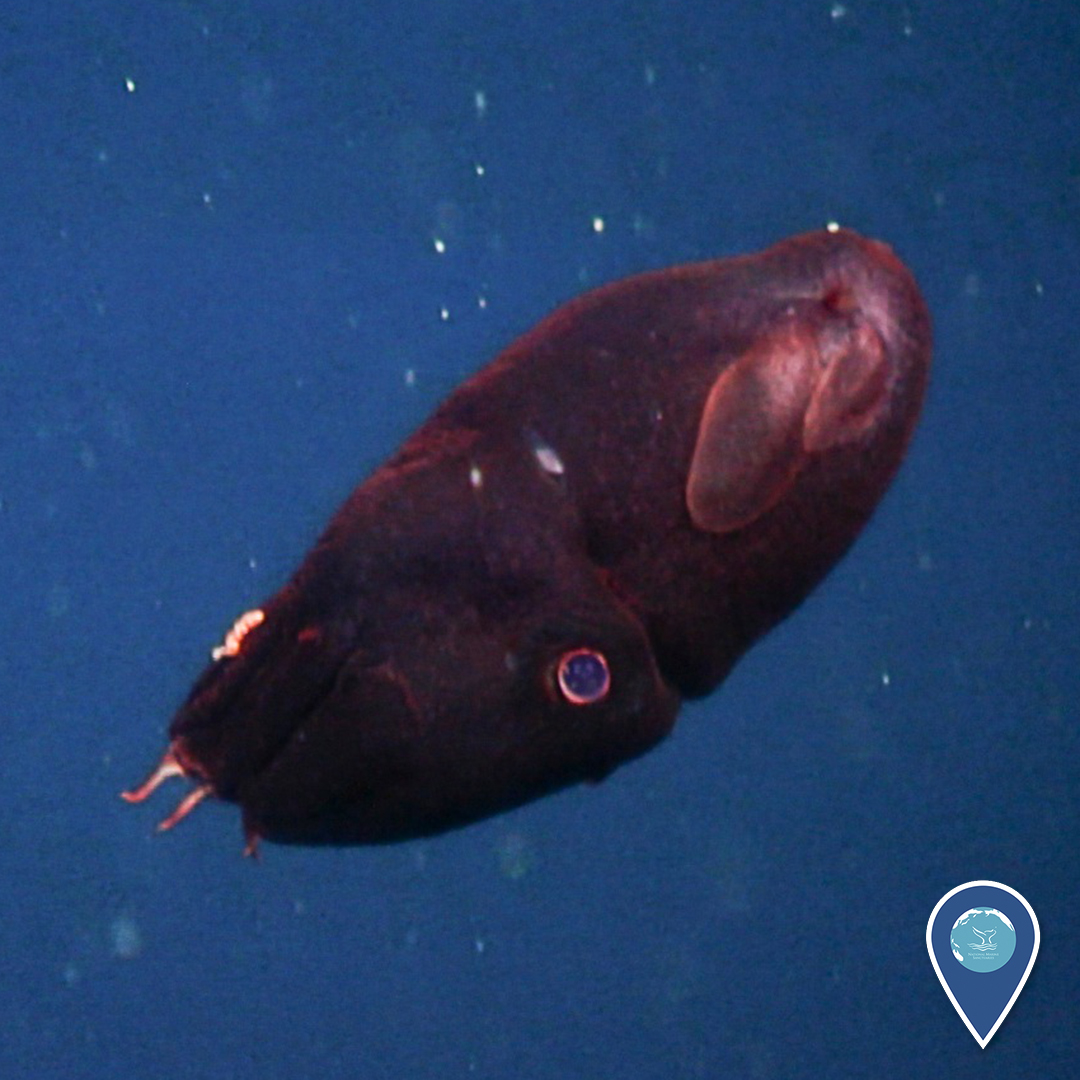
Vampyroteuthis infernalis, individuo giovanile

L’animale è lungo al massimo 30 cm in totale di cui 13 cm per il mantello. Ha consistenza gelatinosa e il colore è nero; gli adulti hanno un paio di pinne sul mantello, i giovanili ne hanno due paia. Gli occhi limpidi, globulari, di colore rosso; sono in proporzione i più grandi nel regno animale. Una membrana, internamente nera, unisce le otto braccia, ciascuno munito di due file di cirri carnosi; solo la parte distale (terminale) dei tentacoli, a partire dalla metà, porta ventose peduncolate disposte in una sola fila. V. infenalis non possiede tentacoli ma due lunghi e sottili filamenti velari con funzioni sensoriali che a riposo sono ospitati in due tasche situate all'interno della tunica. Questo animale possiede numerosi piccoli fotofori disposti su tutta la parte ventrale del corpo, altri organi luminosi sono situati sulla punta delle braccia; due grandi fotofori sono posti alla base delle pinne, questi ultimi possono essere oscurati da una sorta di "palpebra" carnosa. Dalla punta delle braccia può essere secreto un muco luminescente con funzioni difensive. Manca il sacco dell'inchiostro. Non esiste dimorfismo sessuale nella disposizione dei fotofori.

## Distribuzione e habitat

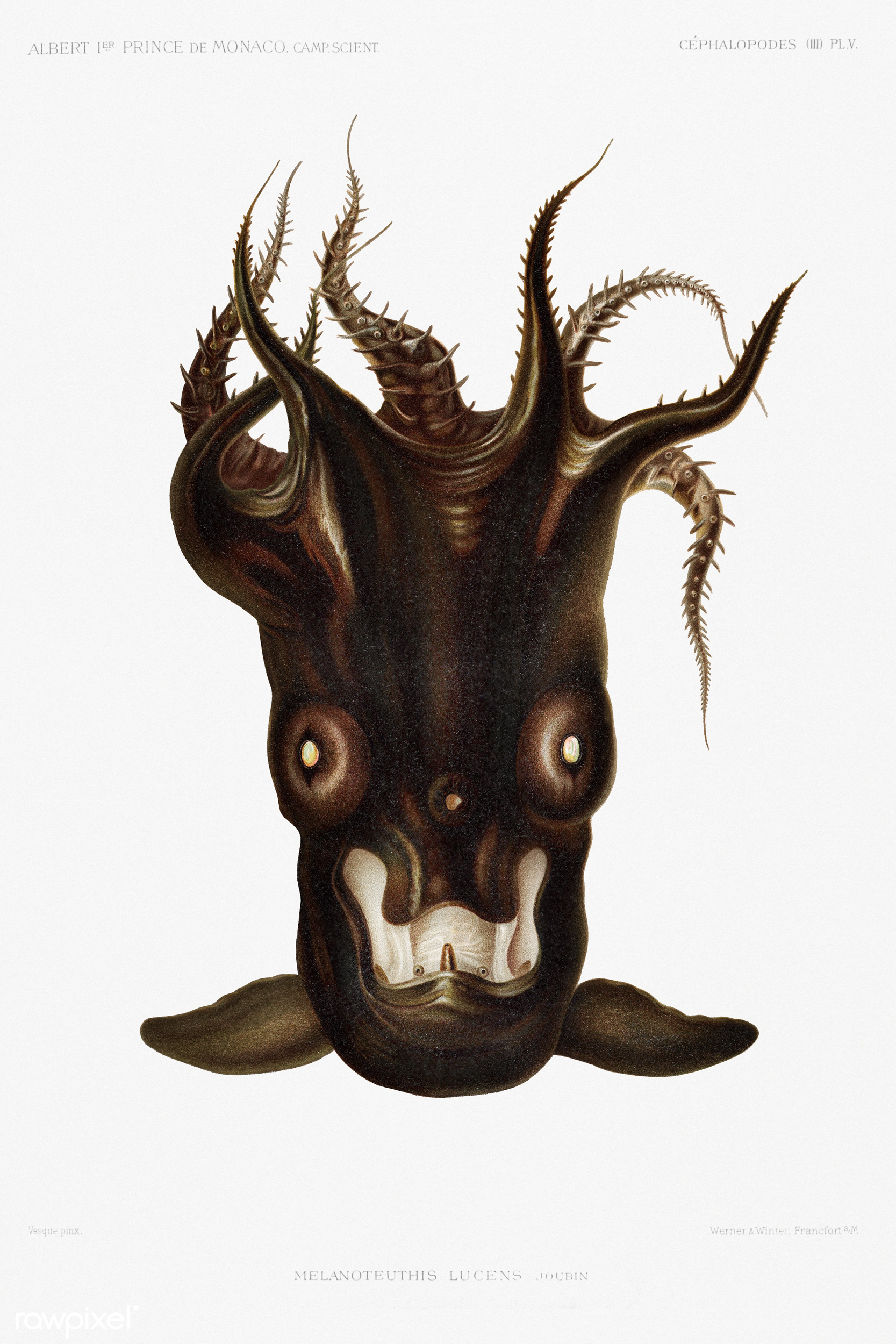

Vampyroteuthis infernalis è un animale meso e batipelagico che vive in acque aperte tra i 600 e i 1200 metri di profondità. Vive in tutti gli oceani a latitudini tropicali e subtropicali a latitudini tra i 35° nord e i 35° sud. Si tratta di una animale specializzato a vivere nella cosiddetta zona a ossigenazione minima (in inglese, oxygen minimum zone o OMZ), in cui l'ossigeno disciolto è insufficiente a sostenere il metabolismo aerobico nella maggior parte degli organismi. Il calamaro vampiro riesce però a respirare normalmente in questa fascia, fino a un livello di concentrazione di ossigeno di solo 0,22 mg/l.

## Biologia
La longevità pare giunga a otto anni. Per far fronte alla scarsità di ossigeno nel suo ambiente di vita V. infernalis ha un tasso metabolico fra i più bassi tra i cefalopodi abissali e il suo pigmento respiratorio, l'emocianina ha un'efficienza particolarmente elevata.
V. infernalis ha una muscolatura debole e una conchiglia molto ridotta, ma mantengono l'agilità e il galleggiamento con poco sforzo grazie a sofisticati statocisti e a tessuti gelatinosi ricchi di ammonio la cui densità è uguale a quella dell'acqua marina. La capacità del calamaro vampiro di vivere in zone a bassissima concentrazione di ossigeno lo mette al riparo dall'incontro con predatori apicali che in genere richiedono una grande quantità di ossigeno.

### Alimentazione
I giovanili si nutrono di zooplancton che cacciano attivamente mentre l'alimentazione degli adulti si basa soprattutto sul detrito. La dieta degli individui maturi comprende i resti di zooplancton gelatinoso come tunicati salpidi e larvacei e meduse, crostacei copepodi, ostracodi, isopodi e anfipodi e pellet fecali di animali viventi negli strati superiori dell'acqua.

### Riproduzione
Pare che V. infernalis possa riprodursi più di una volta, forse fino a venti, nel corso della vita, il che, se confermato, sarebbe un unicum tra i cefalopodi coleoidei che sono invariabilmente semelpari, ovvero si riproducono solo una volta nella vita per poi morire. Pare che questa specie sia K selezionata e produca un piccolo numero di uova piuttosto grandi. La femmina immagazzina lee spermatofore del maschio in due ricettacoli posti sotto gli occhi dove possono essere trattenute per lungo tempo prima della fecondazione.
Le larve appena uscite dall'uovo sono lunghe circa 8 mm e simili agli adulti, con alcune differenze: i tentacoli non sono uniti dalla membrana interbrachiale, gli occhi sono più piccoli, i filamenti velari non sono completamente formati.
Lo sviluppo comprende tre forme morfologiche: l'animale molto giovane ha una sola coppia di pinne, la forma intermedia o paralarva ne ha due coppie e l'animale adulto ne ha di nuovo una sola; le pinne giovanili sono inserite in posizione diversa da quelle dell'adulto, sono infatti molto vicine agli occhi. Inoltre, con la crescita e la variazione di rapporto superficie/volume, le pinne si ridimensionano e si riposizionano; questo particolare sviluppo ha creato confusione in passato, tanto che i vari stadi ontogenetici sono stati attribuiti addirittura a famiglie distinte.

### Predatori
Risulta essere parte della dieta di grandi pesci batipelagici tra i quali il macruride Albatrossia pectoralis.

### Comportamento
V. infernalis se disturbato è in grado di assumere una posizione difensiva ricoprendo l'intero corpo con le braccia e le membrane interbrachiali esponendo la parte interna degli stessi, di colore nero, priva di fotofori ed armata di cirri; questa postura, unita all'emissione di muco luminescente dalla punta delle braccia e da movimenti di fuga imprevedibili costituisce un efficace sistema di evitamento dei predatori. Si ritiene che i due filamenti velari abbiano un importante ruolo nell'individuazione dei predatori. Mentre i giovanili si muovono principalmente per reazione, gli adulti usano prevalentemente le pinne.

## Antenati fossili

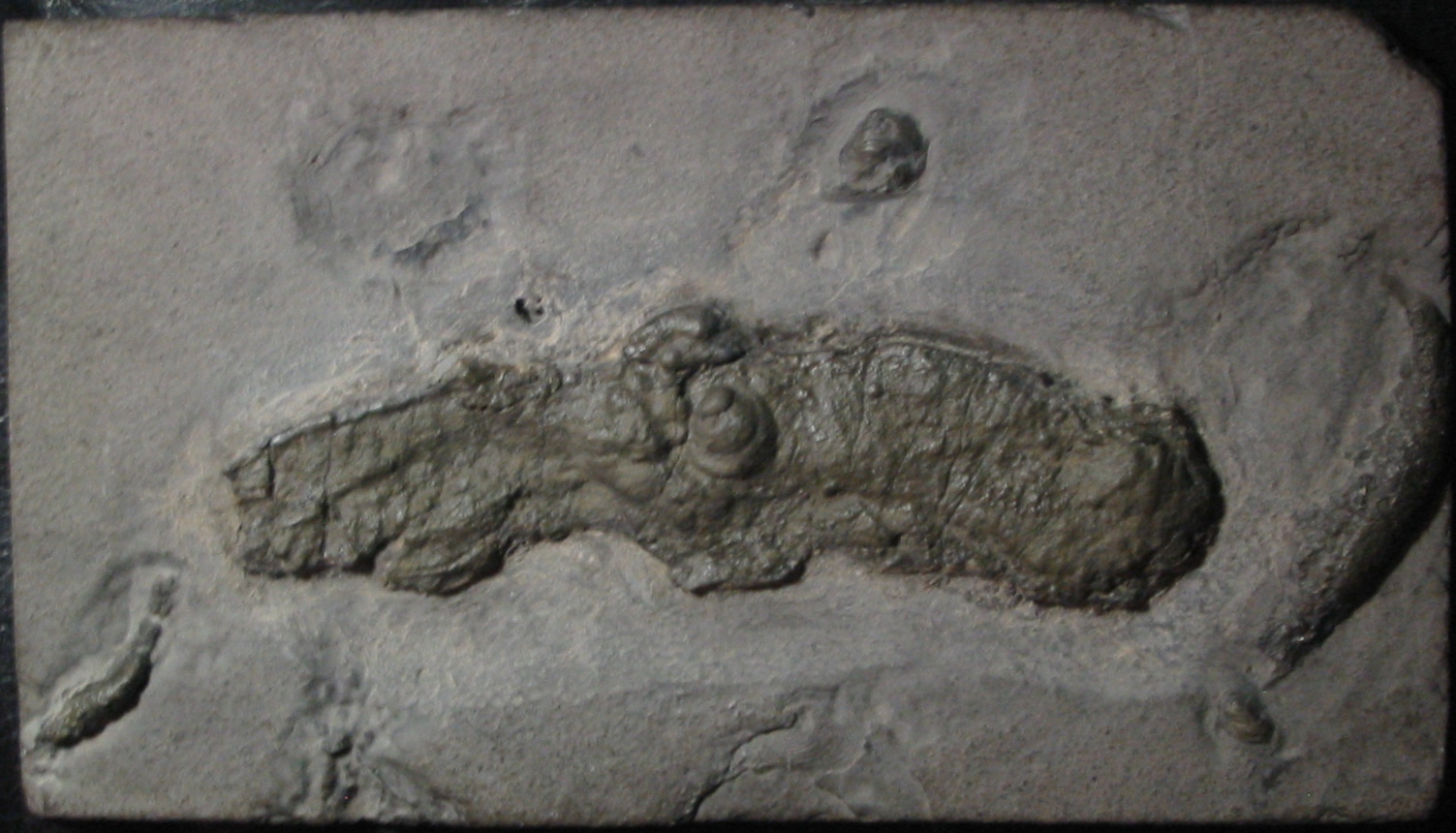
Fossile piritizzato di Vampyronassa rhodanica.

Fino agli anni ottanta, erano conosciuti solo pochissimi resti fossili del Giurassico che potessero essere attribuiti – con non poche incertezze – all'ordine dei Vampiromorfidi. Questi fossili, provenienti dal giacimento di Solnhofen in Germania, comprendono Plesioteuthis prisca, Leptoteuthis gigas, e Trachyteuthis hastiformis, che secondo vari studiosi sono più vicini ai veri calamari (Teuthida) che ai Vampiromorfidi.
Gli scavi compiuti proprio negli anni '80 a La Voulte-sur-Rhône, hanno portato alla luce una ventina di esemplari risalenti al Giurassico medio (circa 165 milioni di anni fa), che sono stati attribuiti a una nuova specie, Vampyronassa rhodanica. Le parti molli sono state conservate molto bene dal processo di fossilizzazione e ciò ha permesso di attribuire chiaramente Vampyronassa ai Vampiromorfidi.